# Blå Ögon
Blå Ögon (en inglés: "Blue Eyes"), es una serie de televisión sueca transmitida del 30 de noviembre del 2014 hasta el 8 de febrero del 2015, fue creada por Alex Haridi.
La serie contó con la participación de actores como Meliz Karlge, Erik Lundin, Robert Follin, Maria Hörnelius, entre otros...

## Historia
La serie se centra en dos protagonistas, la primera: Elin Hammar, una joven camarera que luego de recibir la visita de Gunnar Elvestad, el ministro de Justicia, quien le pide a su antigua protegida que sea su nueva jefe de personal, ella acepta. sin embargo cuando Hammar descubre que alguien está tratando de encubrir la desaparición de su predecesora, Sarah Farzin decide buscar la verdad para que se haga justicia.
La segunda: Annika Nilsson, es una amorosa madre y cariñosa abuela que vive una pequeña ciudad de Ludvika, sin embargo Nilsson también es la representante local del partido de extrema derecha conocido como "Trygghetspartiet". Cuando Annika es brutalmente asesinada luego de dar un discurso polémico en la plaza, su hija Sofia Nilsson, comienza a seguir un camino de destrucción como resultado de la muerte de su madre.
Las cosas empeoran cuando el grupo extremista conocido como "Veritas" inicia una serie de ataques contra los ciudadanos suecos.

## Personajes

### Personajes principales
| Actor                 | Personaje         | Ocupación                                     | N.º de episodios | Duración    |
| --------------------- | ----------------- | --------------------------------------------- | ---------------- | ----------- |
| Louise Peterhoff      | Elin Hammar       | Jefa de Personal del Ministro / ex-Camarera   | 10               | 2014 - 2015 |
| Sven Nordin           | Gunnar Elvestad   | Ministro de Justicia                          | 10               | 2014 - 2015 |
| Karin Franz Körlof    | Sofia Nilsson     | -                                             | 10               | 2014 - 2015 |
| David Lindström       | Simon Nilsson     | -                                             | 10               | 2014 - 2015 |
| Kjell Wilhelmsen      | Olle Nordlöf      | -                                             | 10               | 2014 - 2015 |
| Erik Johansson        | Gustav Åkerlund   | Criminal                                      | 10               | 2014 - 2015 |
| Daniel Larsson        | Ludwig Biehlers   | Jefe de Gabinete y Asesor del Primer Ministro | 10               | 2014 - 2015 |
| Adam Lundgren         | Mattias Cedergren | -                                             | 10               | 2014 - 2015 |
| Malgorzata Pieczynska | Janina Hansson    | -                                             | 9                | 2014 - 2015 |
| Cecilia Frode         | Rebecka Lundström | -                                             | 8                | 2014 - 2015 |
| Jimmy Lindström       | Johan Juhlin      | -                                             | 8                | 2014 - 2015 |
| Filip Berg            | Kristoffer Palm   | Líder de la Juventud de "Trygghetspartiet"    | 8                | 2014 - 2015 |
| Linus Wahlgren        | Max Åhman         | -                                             | 7                | 2014 - 2015 |

### Personajes recurrentes
| Actor                 | Personaje           | Ocupación                            | N.º de episodios | Duración    |
| --------------------- | ------------------- | ------------------------------------ | ---------------- | ----------- |
| Niklas Hjulström      | -                   | Primer Ministro                      | 9                | 2014 - 2015 |
| Marie Richardson      | Veronika Strömstedt | -                                    | 7                | 2014 - 2015 |
| Mats Blomgren         | Håkan Mattsson      | -                                    | 6                | 2014 - 2015 |
| Leo Svantesson        | Love Nilsson        | -                                    | 6                | 2014 - 2015 |
| Christoffer Nordenrot | Niklas              | -                                    | 5                | 2014 - 2015 |
| Mårten Klingberg      | Peter Westman       | Líder del Partido "Trygghetspartiet" | 4                | 2014 - 2015 |
| Magnus Lindberg       | Kim                 | -                                    | 4                | 2014 - 2015 |
| Christopher Wagelin   | Henrik Granström    | -                                    | 3                | 2014 - 2015 |
| Peter Schildt         | Erik Hilte          | -                                    | 3                | 2014 - 2015 |

### Antiguos personajes
| Actor           | Personaje    | Ocupación                     | N.º de episodios | Duración |
| --------------- | ------------ | ----------------------------- | ---------------- | -------- |
| Meliz Karlge    | Sarah Farzin | Jefa de Personal del Ministro | 4                | 2014     |
| Kalled Mustonen | Andreas      | -                             | 4                | 2014     |
| Shvan Aladin    | Sharhyar     | -                             | 4                | 2014     |

## Episodios
La primera temporada de la serie estuvo conformada por 10 episodios, con una duración de 1 hora cada episodio.

## Producción
Dirigida por Fredrik Edfeldt, Henrik Georgsson y Emiliano Goessens, contó con los escritores Robert Aschberg, Alex Haridi, Jörgen Hjerdt, Björn Paqualin, Zoula Pitsiava, Antonia Pyk, Petra Revenue, Mia Sohlman, Fredrik Morheden y Veronica Zacco.
Producida por Zoula Pitsiava y Mia Sohlman, junto a los productores ejecutivos Robert Aschberg, Jessica Ask, Mikael Wallen y Christian Wikander.
La música estuvo a cargo de Fläskkvartetten.
La serie contó con las compañías productoras "Strix Drama" en coproducción "Sveriges Television (SVT)", "Film Väst" colaborando con "Ljud & Bildmedia" y "Chimney".
En el 2014 la serie fue distribuida por "Sveriges Television (SVT)" en Suecia por la televisión y en el 2015 por "FOX" en los Países Bajos y en Blu-ray/DVD por "Nordisk Film/TV" en Suecia.
Filmada en Gotemburgo, Uddevalla y Trollhättan, Provincia de Västra Götaland; Estocolmo, Provincia de Estocolmo, Suecia y en Uppsala, Provincia de Upsala, en Suecia.

### Emisión en otros países
| País         | Título      | Cadena | Fecha de Inicio        | Fecha de Finalización |
| ------------ | ----------- | ------ | ---------------------- | --------------------- |
| Alemania     | Blaue Augen | -      | -                      | -                     |
| Países Bajos | -           | -      | 6 de noviembre de 2015 | -                     |
| Reino Unido  | -           | -      | 25 de marzo de 2016    | -                     |